# Pseudolimnophila rhanteria
Pseudolimnophila rhanteria är en tvåvingeart som beskrevs av Alexander 1927. Pseudolimnophila rhanteria ingår i släktet Pseudolimnophila och familjen småharkrankar. Inga underarter finns listade i Catalogue of Life.